# Auckland Art Gallery

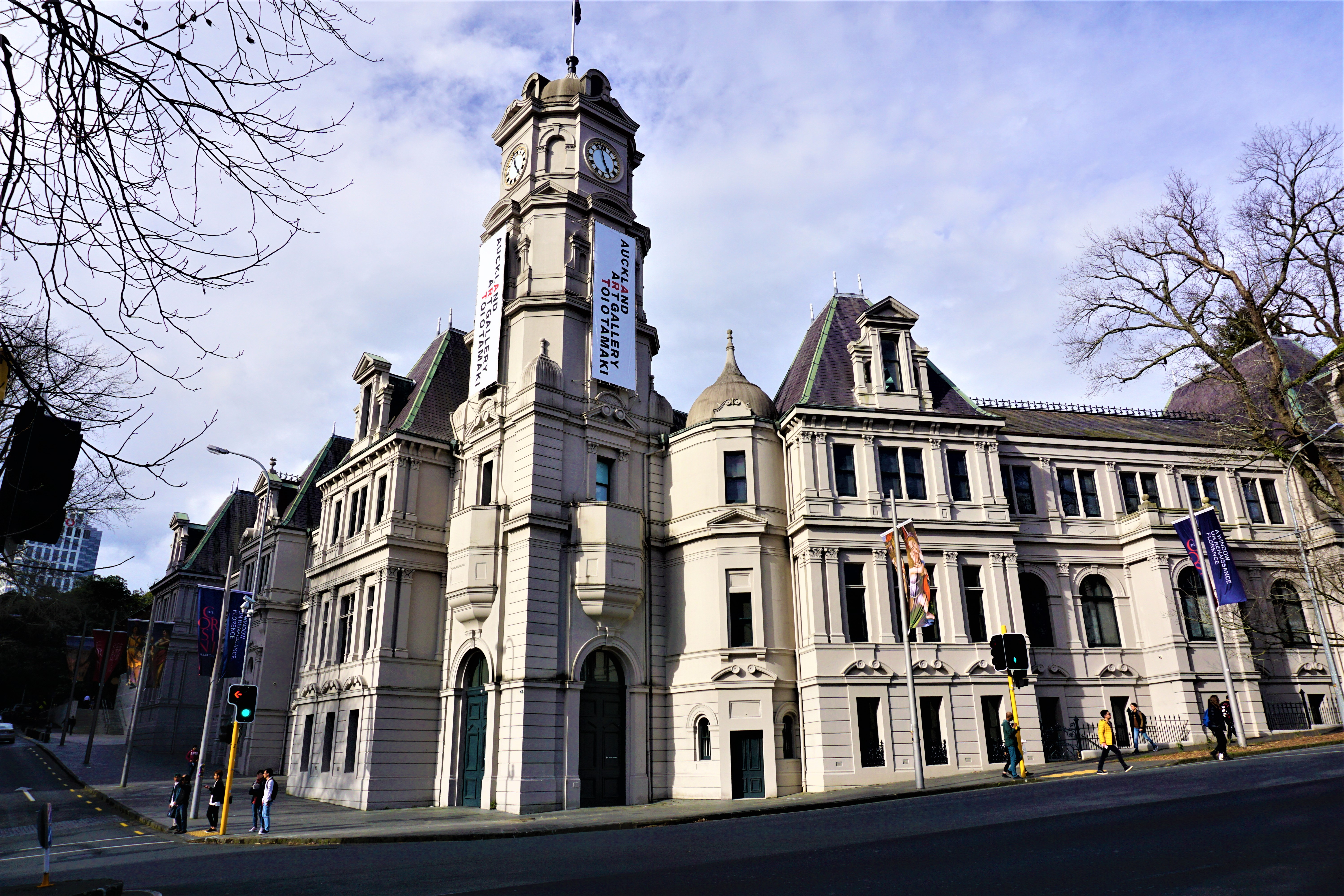
Auckland Art Gallery, 2017

Die Auckland Art Gallery (Māori: Toi o Tamaki) ist die größte Kunstgalerie Neuseelands mit einer Sammlung von mehr als 15.000 Werken. Sie befindet sich in der Stadtmitte Aucklands, an der Kreuzung der Wellesley und Kitchener Street, am Rande des Albert Park.

## Geschichte
Im Jahr 1888 wurde das Gebäude als kombinierte Kunstgalerie und öffentliche Bibliothek mit Hilfe von Spenden und einer Finanzierung des ehemaligen Gouverneurs von Neuseeland, Sir George Grey gegründet. Heute wird das Gebäude ausschließlich als Kunstgalerie genutzt. In der Auckland Art Gallery gibt es einen Museums-Shop, ein Café, es werden Führungen angeboten und das Gebäude kann für Veranstaltungen gemietet werden. Eintritt ist in der Regel kostenlos, mit gelegentlichen Ausnahmen abhängig von bestimmten Ausstellungen.

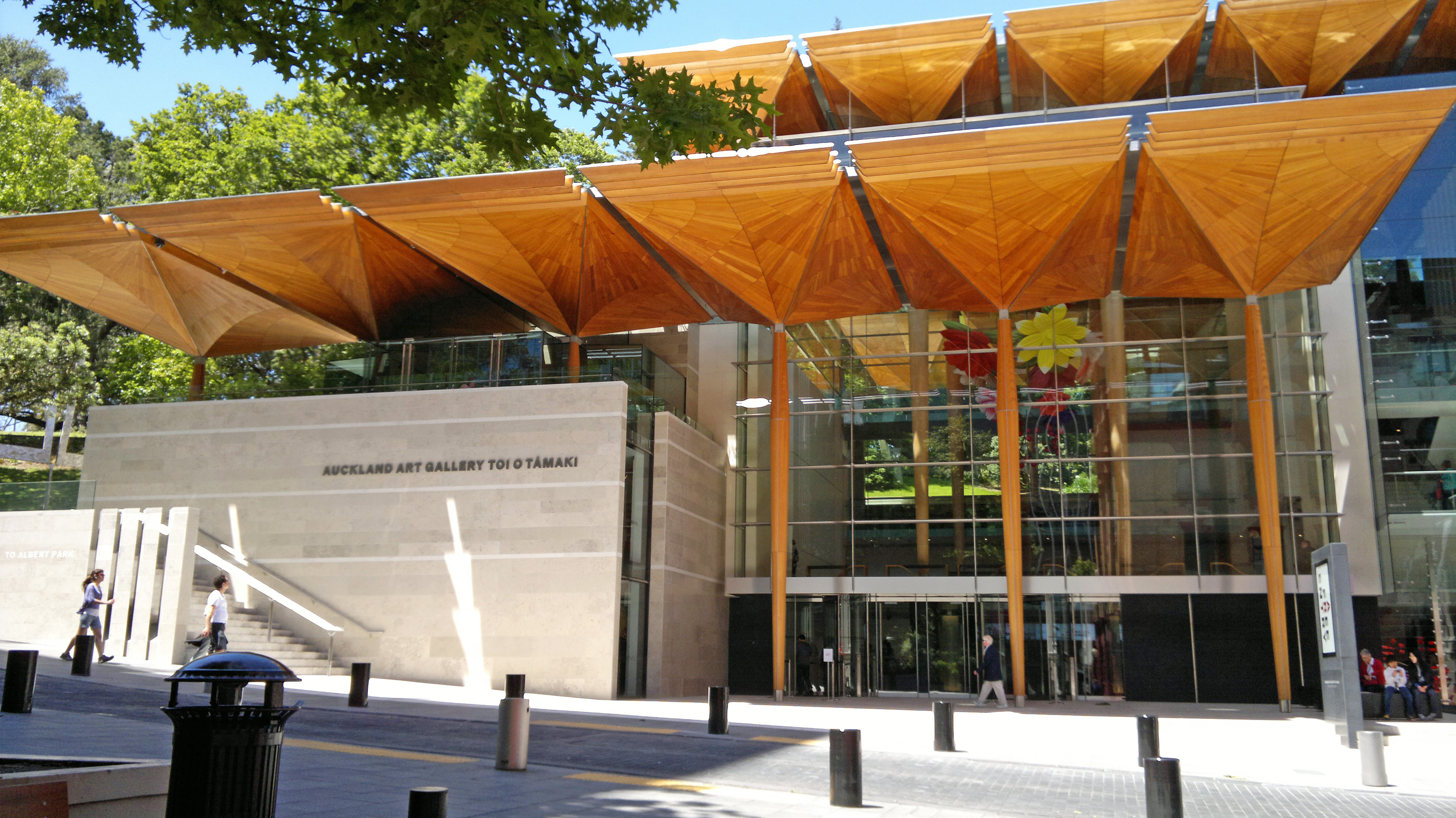
Haupterweiterung (2012)

Das Gebäude wurde ursprünglich von den Melbourner Architekten John Harry Grainger und Charles D'Ebro entworfen und aus Ziegel und Gips errichtet. Es ist eine Mischung von verschiedenen Stilen, weil es in Neuseeland zu jener Zeit keinen dominanten Baustil gab. Es wurde jedoch mit dem französischen Château-Stil in Verbindung gebracht. Seit der Erbauung im Jahre 1887 hat das Gebäude eine Reihe von baulichen Veränderungen erfahren. Infolge der schnell wachsenden Sammlungen der Galerie musste zusätzliche Ausstellungsfläche geschaffen werden. Aufgrund ihrer Nähe zur University of Auckland wird die Auckland Art Gallery (Toi o Tamaki) von zahlreichen Studenten der Kunst und Architektur zu Studienzwecken frequentiert.
Im Jahr 1995 wurde die Galerie erweitert. Auf der gegenüberliegenden Straßenseite gibt es seitdem einen weiteren Teil der Galerie, die „New Gallery“. Hier werden zeitgenössische Werke gezeigt. oft auch Werke von neuseeländischen Künstler, für die Landschaft ein wichtiges Thema ist. 2007 wurde ein großer Neubau und eine Sanierung in Zusammenarbeit der Firmen FJMT (Sydney) und Archimedia (Auckland) durchgeführt. Die die Ausstellungsfläche in der Galerie wurde um fast fünfzig Prozent.

## Sammlung

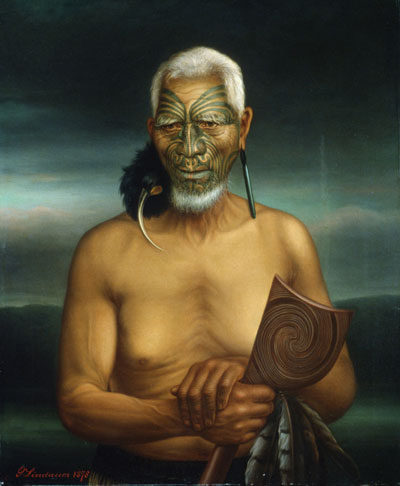
Tukukino (ein „Māori Chief“, von Gottfried Lindauer)

Das Museum beherbergt eine Sammlung von über 15.000 Werken aus unterschiedlichen Epochen. Zahlreiche Werke von Künstler werden ausgestellt, die aus der Pazifikregion oder aus Europa stammen. Darunter befinden sich Kunstwerke, die von neuseeländischen und britischen Künstlern wie Colin McCahon, Marti Friedlander und Frances Hodgkins stammen und in einigen Fällen der Galerie von den Künstlern selbst gespendet worden sind.
Gemälde von Charles Goldie und Gottfried Lindauer, einem deutschsprachigen Künstler des 19. Jahrhunderts, gehören ebenfalls zur Sammlung. Die Bilder von Künstlern, die zu den frühen europäischer Siedlern gehören, zeichnen sich vor allem durch die Darstellung der Māori und der frühen europäischen Besiedlung aus. Lindauers Gemäldesammlung ist die sogenannte „The Partridge Collection“ und wurde 1915 gespendet.
Im Jahr 2009 spendeten die New Yorker Kunstsammler Josie und Julian Robertson eine Sammlung von 15 Kunstwerken von bekannten europäischen Künstlern wie Dalí, Picasso und Matisse. Eines der auffälligsten Exponate der Galerie seit ihrer Renovierung von 2008 bis 2011 ist der „Flower Chandelier“ von Choi Jeong Hwa. Die raumgreifende Installation hängt von der Decke im Haupteingang der Galerie und wird dominiert von Blüten, die sich öffnen und schließen, was ein Eindruck von Blumen in voller Blüte gibt.